# Kapiti (Nowa Zelandia)
Kapiti – miasto w Nowej Zelandii, w regionie Wellington. Według danych na rok 2006, miasto liczy 37 347 mieszkańców. Jest to ośrodek przemysłowy.